# 1863 في سويسرا
فيما يلي قوائم الأحداث التي وقعت خلال عام 1863 في سويسرا.

## سياسة

### انتهاء فترة المنصب
- 1 يناير – ألفرد إيشر رئيس المجلس الوطني السويسري  [لغات أخرى]‏.

## مواليد

### يناير
- 15 يناير – ثيودور ويرث مهندس معماري سويسري.

### مارس
- 16 مارس – ماكس فان برشم

### يونيو
- 17 يونيو – تشارلز يوجين لانسلوت براون مهندس سويسري.

### سبتمبر
- 6 سبتمبر – أوتو فون جرايرتس كاتب مسرحي سويسري.
- 22 سبتمبر – ألكسندر يرسن

## وفيات

### فبراير
- 27 فبراير – فريدريك تشارلز جين جينجينز دي لا ساراز (مواليد 1790) عالم نبات سويسري.

### أبريل
- 1 أبريل – ياكوب شتاينر (مواليد 1796) رياضياتي سويسري.